# Rhododendron basilicum
Rhododendron basilicum är en ljungväxtart som beskrevs av Isaac Bayley Balfour och W.W. Sm. Rhododendron basilicum ingår i släktet rododendron, och familjen ljungväxter. Inga underarter finns listade i Catalogue of Life.